# Boys Empire League FC
Boys Empire League – maltański klub piłkarski, mający swoją siedzibę w stolicy kraju - mieście Valletta.

## Historia
Chronologia nazw:
- 1905: Boys Empire League FC
- 19??: klub rozwiązano

Piłkarski klub Boys Empire League FC został założony w Valletcie w 1905 roku. W 1909 roku zespół startował w pierwszych rozgrywkach Civilian Football League. Debiutowy sezon zakończył na przedostatniej 4.pozycji i potem występował w niższych ligach.
Potem klub został rozwiązany.

## Sukcesy

### Trofea międzynarodowe
Nie uczestniczył w rozgrywkach europejskich (stan na 31-05-2017).

### Trofea krajowe
| \| \| Zdobyte trofea w rozgrywkach Malty (stan na: 31-05-2016) \| |                                                          |      |          |
| Rozgrywki                                                         | Osiągnięcie                                              | Razy | Sezon(y) |
| Mistrzostwo                                                       | I miejsce                                                | 0    |          |
| Mistrzostwo                                                       | II miejsce                                               | 0    |          |
| Mistrzostwo                                                       | III miejsce                                              | 0    |          |
| Mistrzostwo                                                       | 4.miejsce                                                | 1    | 1909/10  |
| Puchar                                                            | zdobywca                                                 | 0    |          |
| Puchar                                                            | finalista                                                | 0    |          |
| II liga                                                           | I miejsce                                                | 0    |          |
| II liga                                                           | II miejsce                                               | 0    |          |
| II liga                                                           | III miejsce                                              | 0    |          |
| Malta                                                             | Zdobyte trofea w rozgrywkach Malty (stan na: 31-05-2016) |      |          |

## Stadion
Klub rozgrywał swoje mecze domowe na boisku w Valletcie.

## Inne
- Malta University FC
- Valletta FC
- Valletta Prestons FC
- Valletta Rovers FC